# Nantucket
Nantucket és una illa a 30 milles al sud de Cape Cod, Massachusetts (Estats Units). Junt amb les petites illes de Tuckernuck i Muskeget, constitueix el New England town de Nantucket, Massachusetts. L'any 2020 tenia 14.255 habitants.
Ocupa una superfície de 82,2 km²
El nom de Nantucket és una adaptació del nom algonquí amerindi, que significa "terra o illa llunyana".
Nantucket és una destinació turística. L'any 2008 la revista Forbes Magazine citava Nantucket com un dels llocs amb els preus dels habitatges més alts dels Estats Units.

## Història
L'assentament francès més primerenc en aquesta regió començà en la propera illa de Martha's Vineyard. Els amerindis Wampanoag vivien a Nantucket sense problemes fins a l'any 1641 quan l'illa va ser transferida pels anglesos a Thomas Mayhew i el seu fill que eren mercaders de Watertown (Massachusetts).
El 1659, Thomas Mayhew el va vendre a un grup d'inversors dirigit per Tristram Coffin.
Durant anys s'hi va desenvolupar una gran activitat de la caça de les balenes Herman Melville comentà el domini a Nantucket de la caça de les balenes a Moby Dick, però entrà en declivi cap a 1850.

## Geologia i geografia
Nantucket va ser formada per l'abast més extern de l'indlandsis Laurentide durant la recent Glaciació de Wisconsin, es va formar l'illa a causa de la posterior pujada del nivell del mar. La part baixa en tota la part nord de l'illa es va dipositar com morrena glacial durant un període d'estancament glacial. La part sud de l'illa és una plana al·luvial Nantucket va esdevenir una illa fa uns 5.000-6.000 anys.

## Clima
Segons la classificació de Köppen Nantucket té un clima a cavall entre un clima continental humit (Dfb) i un clima oceànic (Cfb), aquest últim rarament es troba a la costa oriental d'Amèrica del Nord (per exemple pràcticament només es troba a Block Island). Nantucket té una mitjana anual de temperatura de 10,1 °C (-0,3 al gener i 20,3 al juliol) i una pluviometria anual de 964,4 litres repartits força uniformement al llarg de l'any.

## Naufragi
El Transatlàntic Andrea Doria, la joia italiana, es va enfonsar a les seves costes després de topar amb el MS Stockolm el 25 juliol de 1956, i es va acabar d'enfonsar el 26 de juliol.